# Aeroportul San Pedro
Aeroportul San Pedro (IATA: BZA, ICAO: MNBZ) este un aeroport din Nicaragua ce deservește zona Bonanza⁠(d). A fost numit după zona deservită.
Situat la o altitudine de 182 m, aeroportul dispune de o singură pistă.